# Чина запашна
Чина запашна, горошок запашний, горошок пахучий, горошок душистий (Lathyrus odoratus L.) — рослина з роду чина, родини бобових.

## Історія

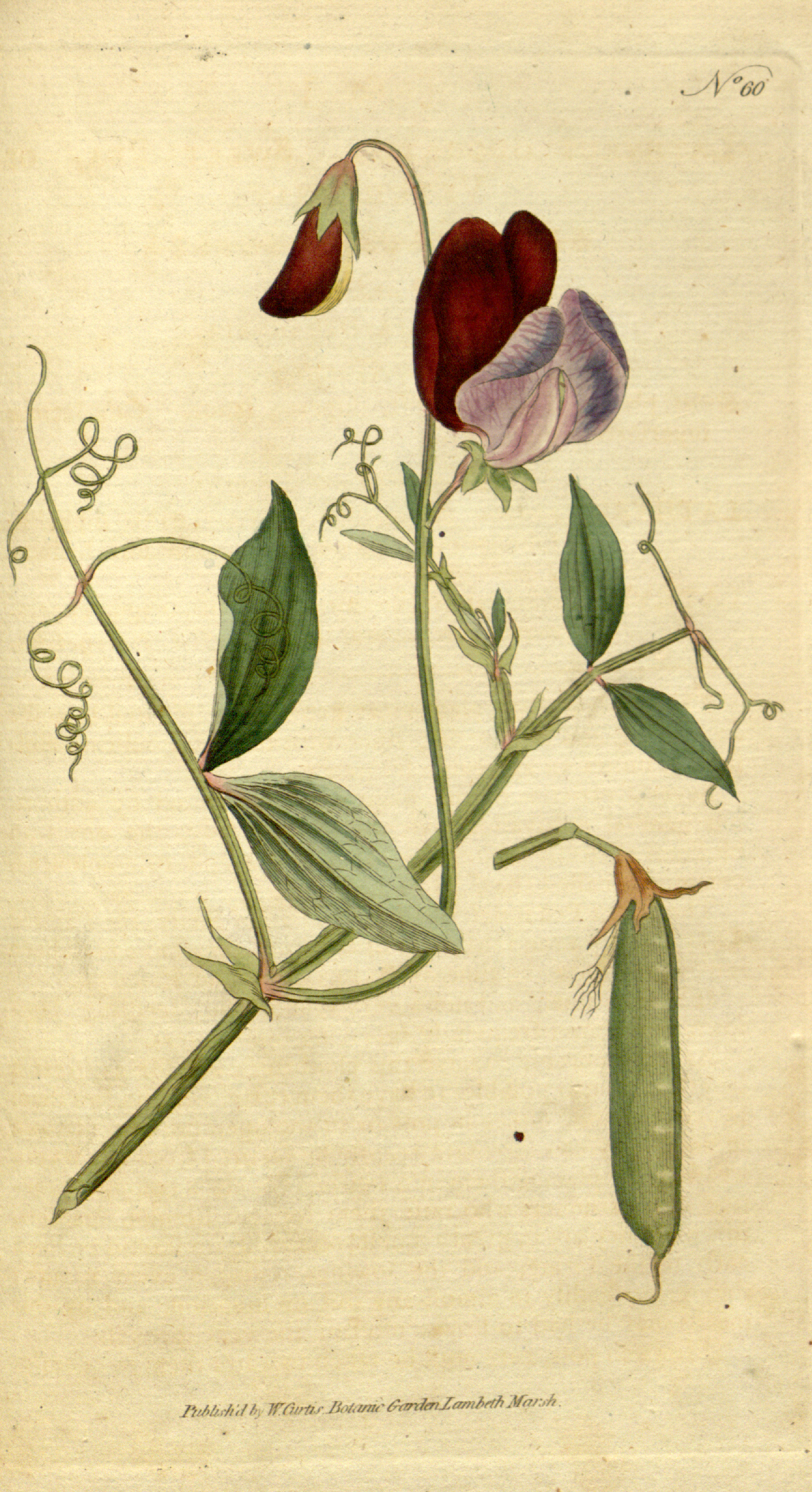
Ілюстрація чини запашної в «Ботанічному журналі» Вільяма Кертіса, 1788

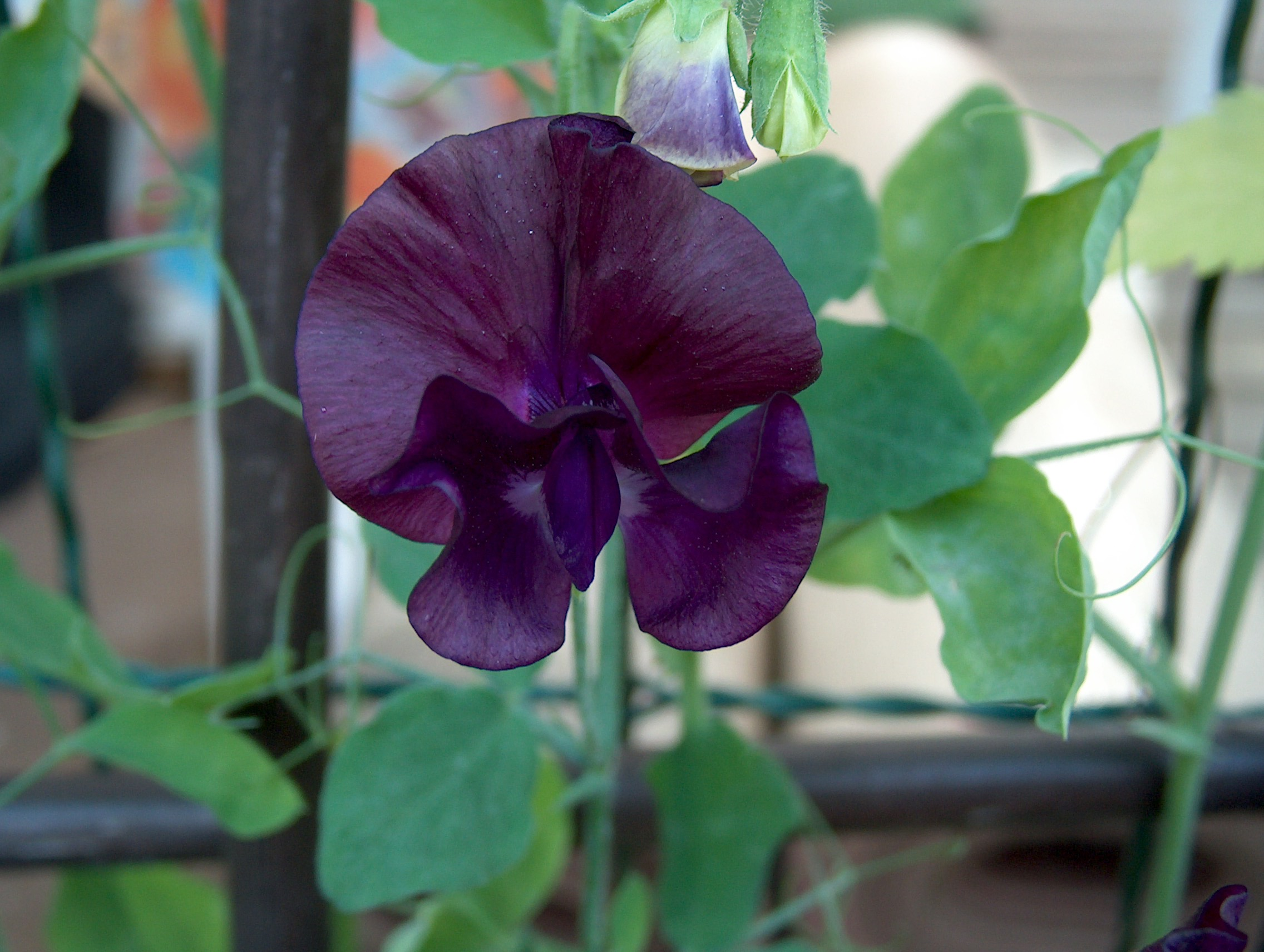
Квітка чини запашної

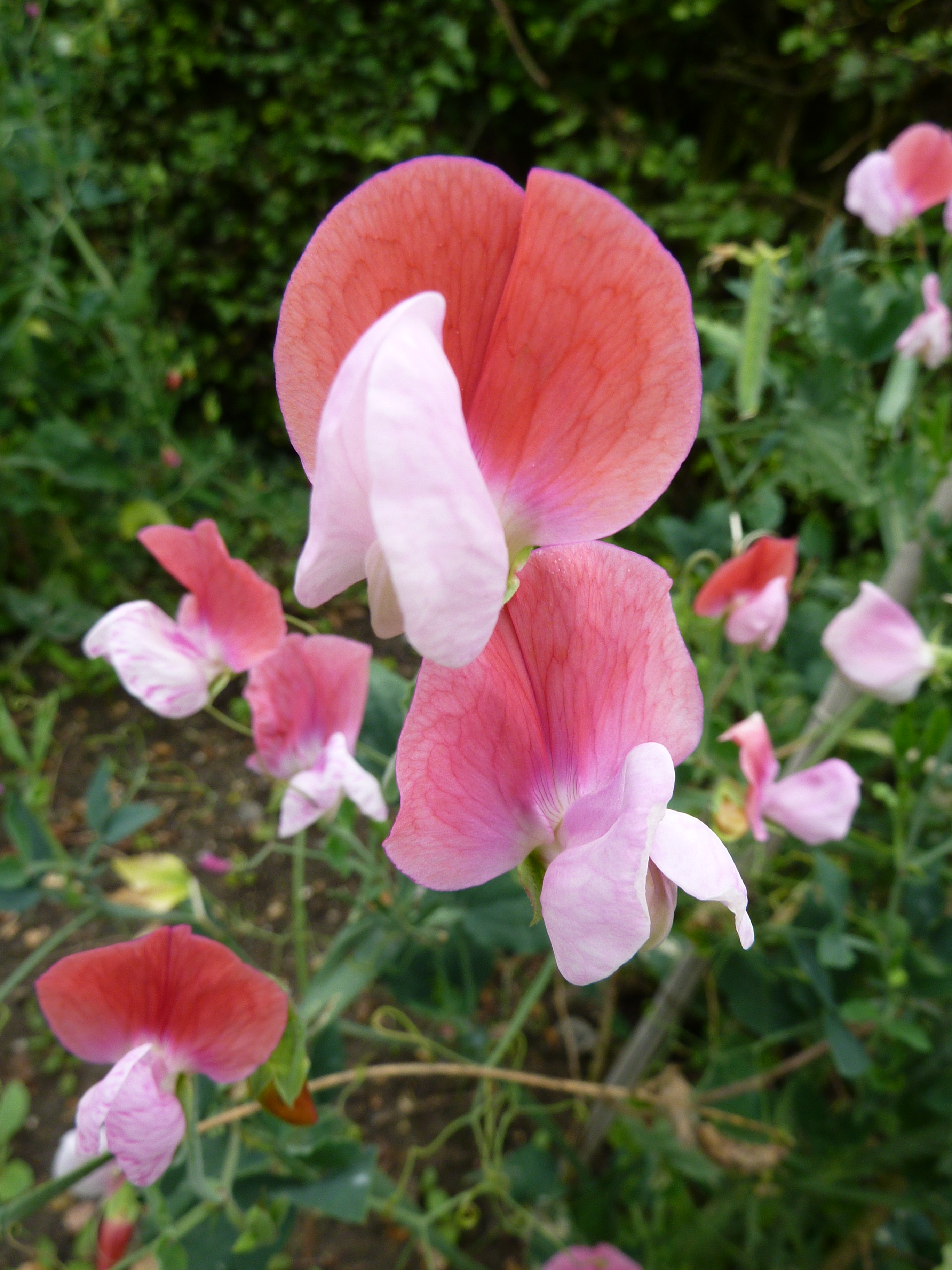
Сорт 'Painted Lady'

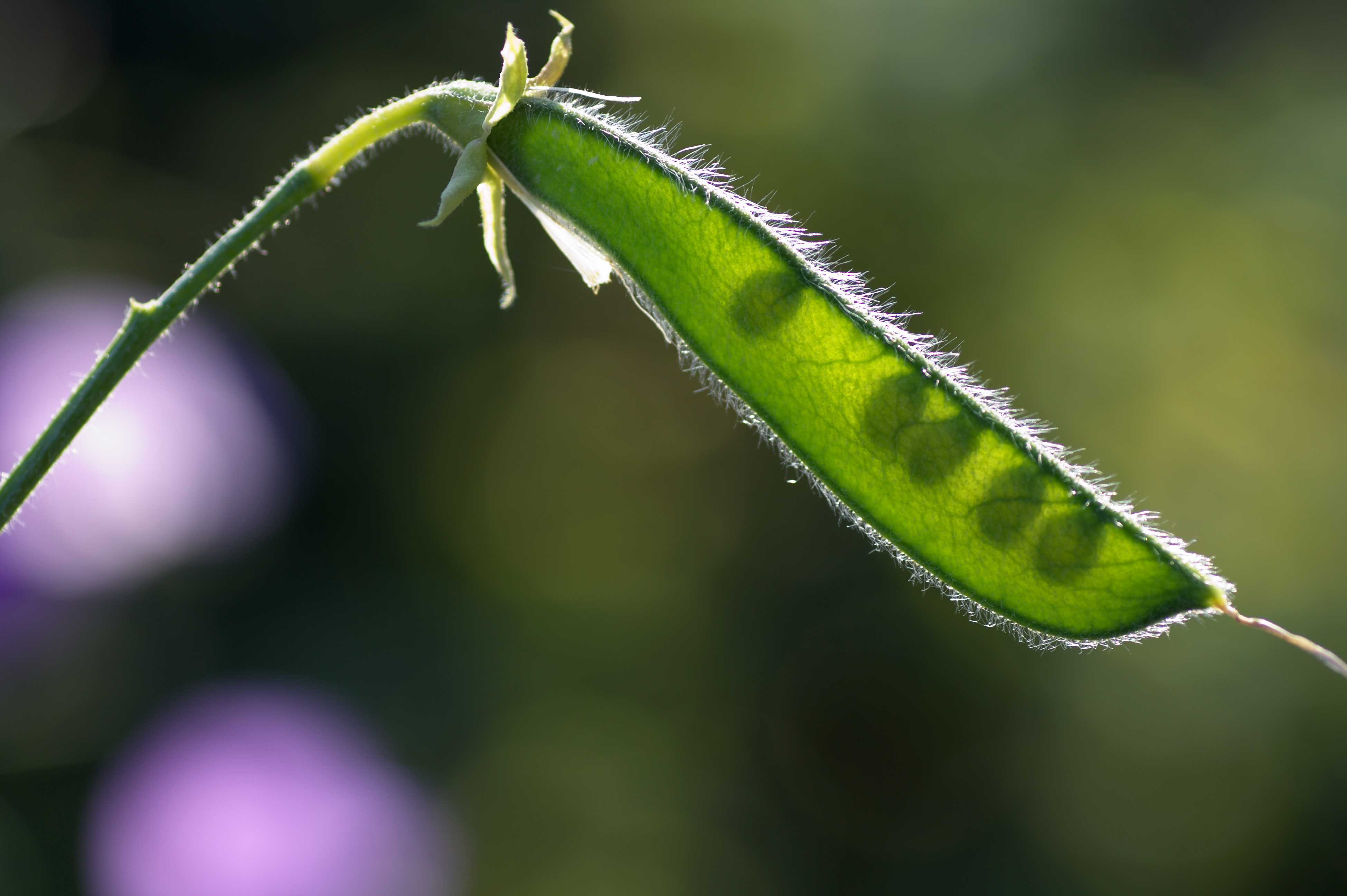
Біб чини запашної

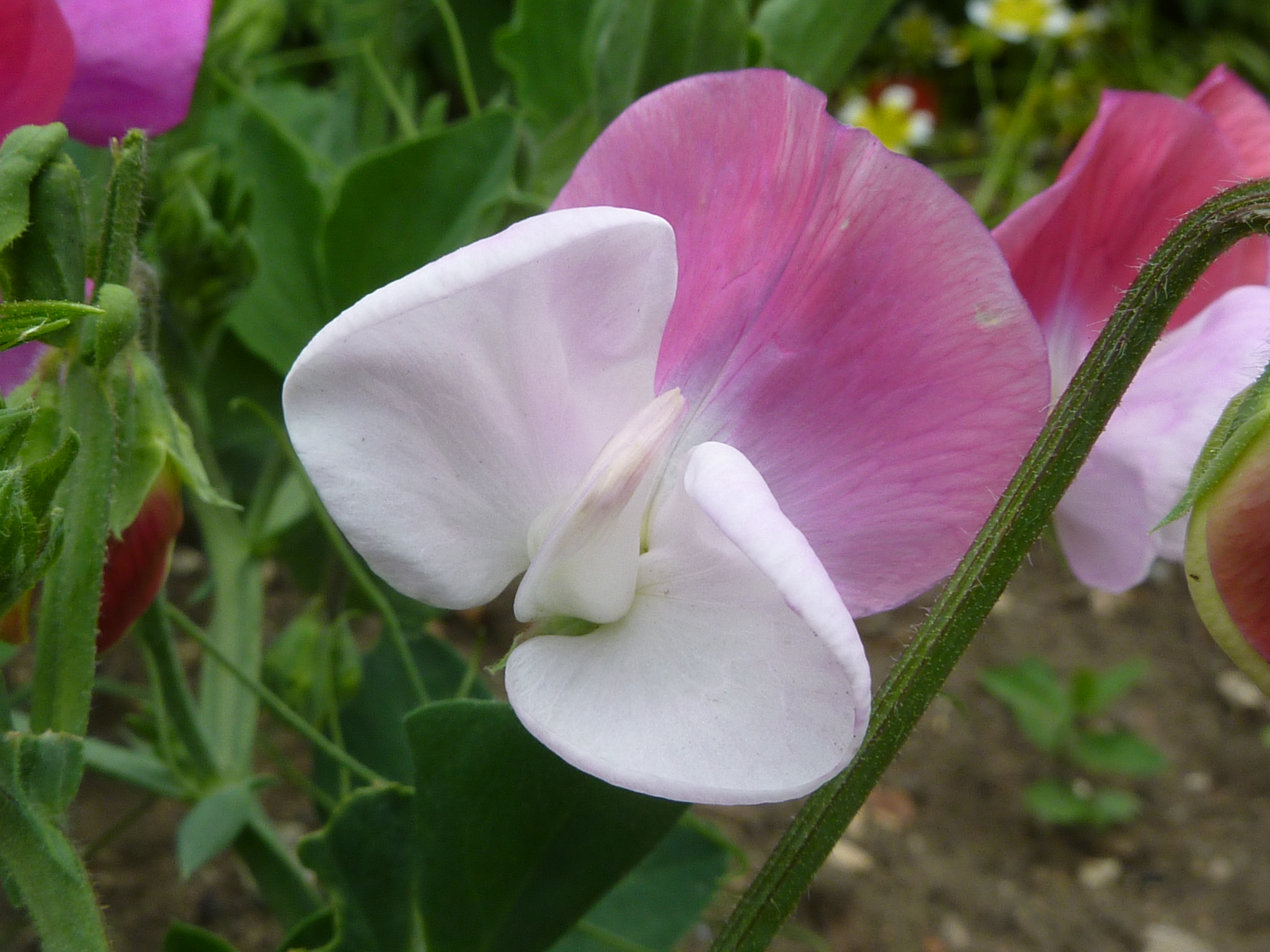
Сорт 'Cupid Mixed'

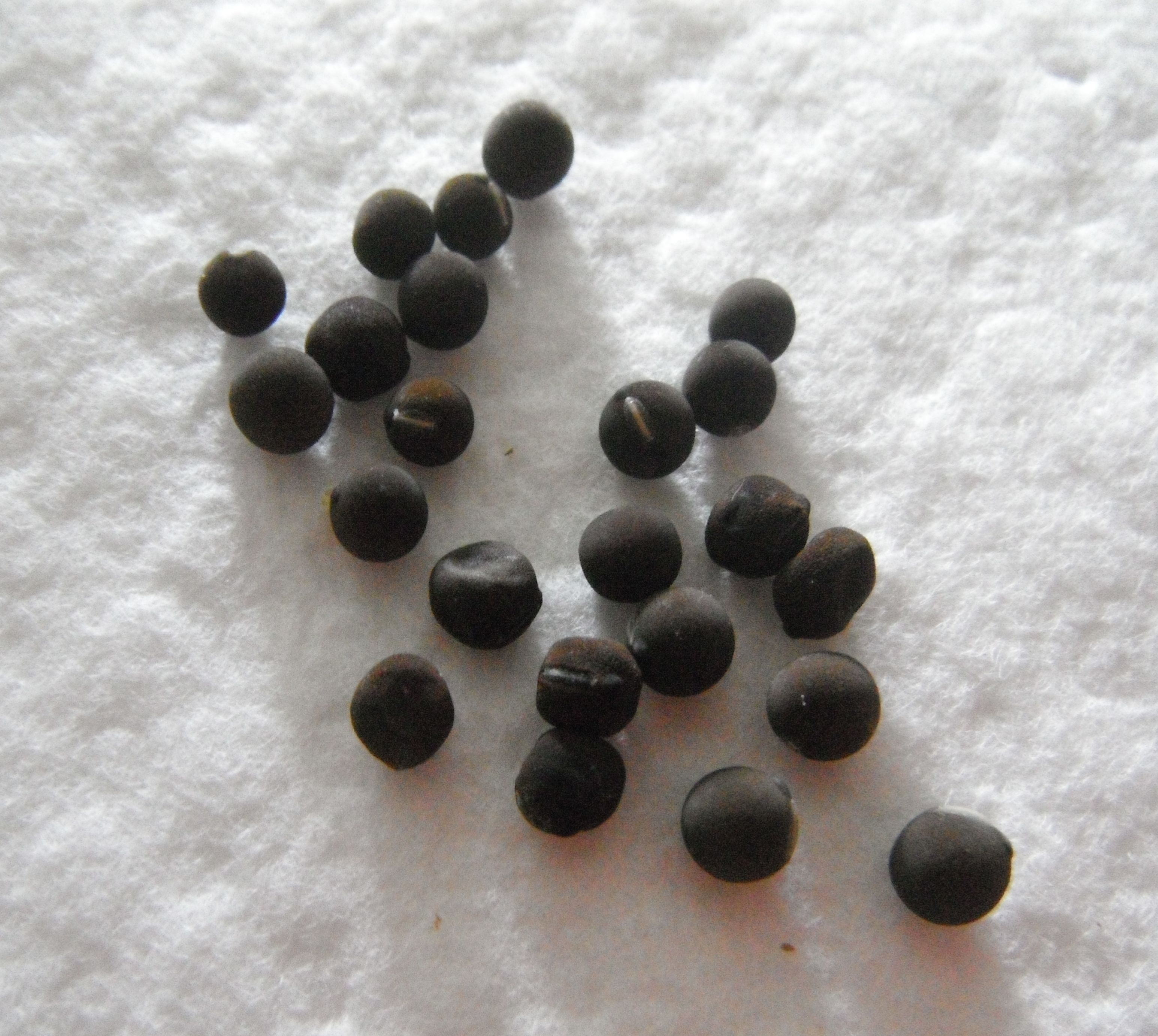
Насіння чини запашної

Понад 300 років тому сицилійський ченець Франциско Купані, прогулюючись увечері біля стін свого монастиря, розташованого на узбережжі Середземного моря, вловив незвично сильний аромат, який належав запашному горошку. Монах зібрав насіння і відіслав їх в 1699 році в Англію, своєму другові Роберту Уведалю — шкільному вчителеві з графства Міддлсекс. Там завдяки роботі селекціонерів запашний горошок став «королем» витких рослин. В Англії діє Національне Королівське товариство любителів запашного горошку (англ. National Sweet Pea Society), яке було зановане ще 1900 року. Інші дослідники стверджують, що батьківщиною запашного горошку є Перу й Еквадор. Звідти він потрапив до Сицилії, яка з 1300 по 1700 роки перебувала переважно під впливом іспанських конкістадорів.

## Загальна біоморфологічна характеристика
В'юнка трав'яниста рослина від 20 до 200 см заввишки. Квітки метеликового типу складаються з 5 пелюсток: найбільший — «парус», два бічних — «весла» і дві пелюстки, щільно облягають маточку з тичинками, утворюють «човник». Забарвлення пелюсток має найширшу гаму — від чисто білого, кремового, через рожевий, червоний і малиновий до лавандового, бузкового, синьо-фіолетового і навіть дуже темного — вишнево-каштанового. Коренева система у запашного горошку стрижнева, сильнорозгалужена, проникає в ґрунт на глибину до півтора метрів. Як і більшість бобових, запашний горошок вступає в симбіоз з бульбочковими бактеріями з роду Різобіум (Rhizobium), засвоюючи атмосферний азот, в результаті чого рослини самі себе «живлять».

## Екологія
Росте в лісах і серед чагарників оскільки є в'юнкою рослиною, через що потребує підтримки.

## Поширення

### Природнийареал
Чина запашна в дикому стані зустрічається тільки на крайньому південному заході Італії та Сицилії. Широко культивується по всьому світу і натуралізована в деяких районах США.

## Використання та господарське значення
Запашний горошок завдяки неповторному аромату, вишуканій будові квіток, рясному і тривалому цвітінню, багатому спектру забарвлень став однією з найпопулярніших у світі витких рослин, яку зазвичай використовують для вертикального озеленення балконів і вікон, терас, альтанок та інших малих архітектурних форм.

## Охорона у природі
Занесений до Червоного списку Міжнародного Союзу охорони природи. Охоронний статус — близький до загрозливого стану. Вважається, що природний ареал складає менше ніж 2000 км². Існує прогнозоване зниження ареалу у зв'язку зі збільшенням літніх пожеж а також через збір у дикій природі. Тим не менш, вид зростає на природоохоронних територіях у понад десяти місцях, тому він оцінюється як близький до загрозливого стану.

## Сорти
Перші 5 сортів з'явилися в 1800 році. Через 200 років кількість сортів перевищила 1000 і наблизилась до 2000. Вони об'єднані в 16 сортових груп.

## Вирощування
Запашний горошок можна культивувати практично скрізь, важливо тільки правильно вибрати сорти і способи вирощування розсади. Найкраще росте на відкритих сонячних безвітряних місцях з глибоко обробленими родючими, нейтральними по кислотності ґрунтами.
Ділянку, для вирощування підготувати з осені. На початку жовтня на ній розсипають гашене вапно або крейду (300–400 г / м²), одне-два відра перегною, 100 г суперфосфату і 50 г калійної солі. Потім ґрунт перекопують на глибину багнетної лопати. Навесні цю ділянку розрівнюють граблями, а важкий за механічним складом ґрунт краще перекопати ще раз і розрівняти.
Рослини виносять легке притінення, але сильно реагують на різкі перепади нічних і денних температур — квітки і бутони обпадають, насіння не зав'язується. Запашний горошок два-три рази за сезон потрібно підгодовувати рідкими органічними добривами, але не можна вносити свіжі органічні добрива (гній), тому що це може стати причиною загибелі рослин від грибкових захворювань. В спекотну суху погоду потребує регулярного поливу. Важко переносить пересадку, краще вирощувати розсаду в торфоперегнійних горщиках.
При вирощуванні в теплиці запашний горошок може досягати висоти 4 м. Низькорослі сорти не потребують опори. При вирощуванні на великих площах відстань між рядами повинна становити 70 см.
Запашний горошок можна вирощувати на одному місці тільки рік і знову повертати на попереднє місце лише через 4-5 років, так як ця культура уражається фузаріозом — грибковим захворюванням, яке зберігається в ґрунті декілька років.

## Цікаві факти
- В Японії горошок запашний символізує прощання[3].